# Гранатный двор

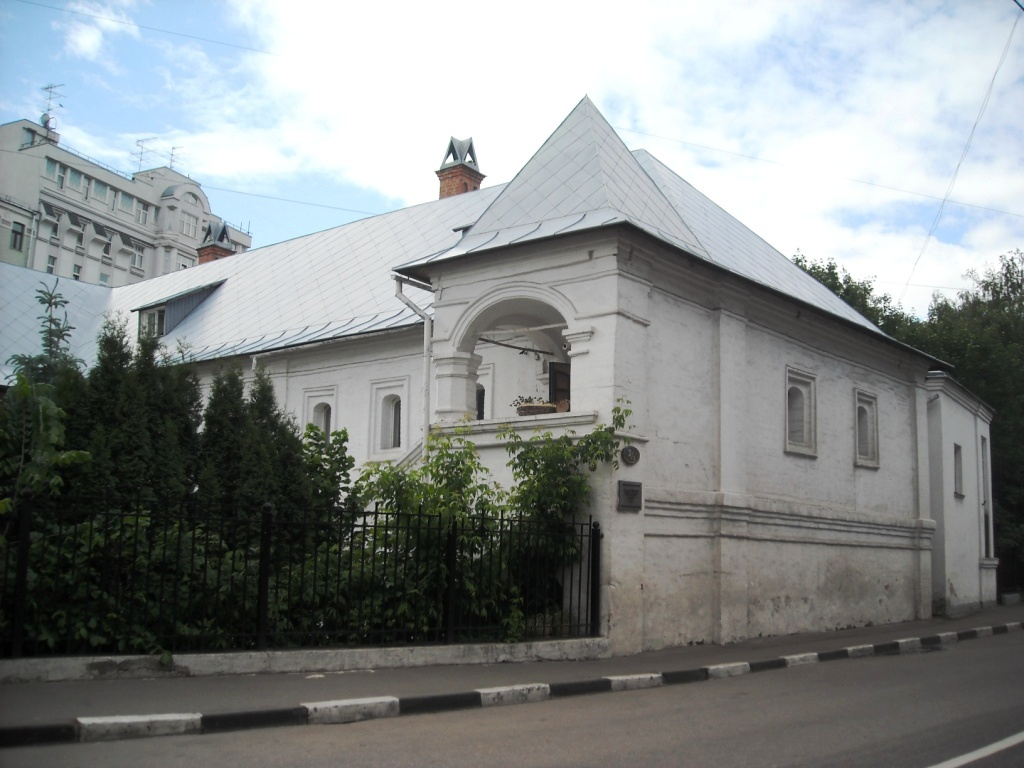
Вид со стороны улица Спиридоновка

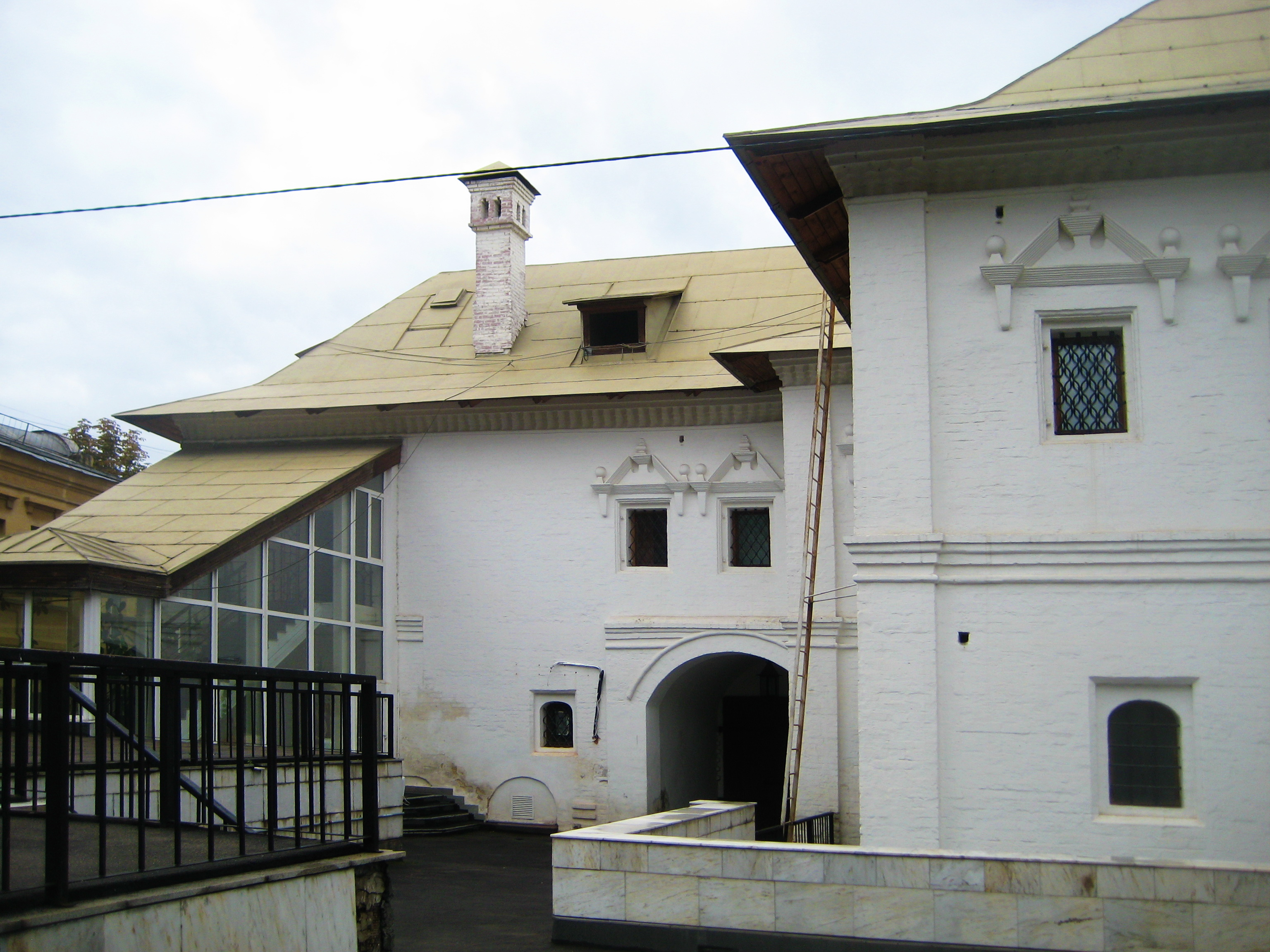
Пристройка с современной лестницей

Грана́тный двор — памятник допетровской гражданской белокаменной архитектуры в Москве, здание мастерской, производившей артиллерийские снаряды.

## История
Гранатный двор у Никитских ворот в Москве был основан в XVI веке. На нём делали артиллерийские гранаты — начинённые порохом пушечные ядра.
В XVII веке Гранатный двор перевели к Симонову монастырю, а на его месте царь Фёдор Алексеевич указал устроить госпиталь (больницу).
В начале XVIII века при пожаре 1712 года Гранатный двор сгорел и был перенесён на Васильевский луг, а позже к Симонову монастырю. Почти два века считалось, что от него ничего не сохранилось, но сейчас обнаружены и отреставрированы некоторые постройки Гранатного двора XVI—XVII веков (ул. Спиридоновка, 3/5).
По имени Гранатного двора назван Гранатный переулок в Москве.
В 2018 году здание недолгое время занимал культурно-выставочный центр Гранатный двор, где проводились художественные выставки, благодаря этому была возможность посетить здание. Однако уже в 2019 году Культурно-выставочный центр закрылся, став одним из самых недолго просуществовавших проектов такого рода.

## Культурный слой
Культурный слой Гранатного двора (XVI в.—XVII в.) — памятник археологии с федеральной категорией охраны.
Адрес памятника археологии: Гранатный переулок, улица Спиридоновка, Малая Никитская улица, Вспольный переулок..